# Diócesis de Ningyuan
La diócesis de Ningyuan o de Ningyüan (en latín: Dioecesis Nimiuenensis y en chino tradicional, 天主教甯遠教區; en chino simplificado, 天主教宁远教区) es una circunscripción eclesiástica de la Iglesia católica en China. Se trata de una diócesis latina, sufragánea de la arquidiócesis de Chongqing. Desde el 2 de diciembre de 2016 su obispo es John Lei Jia-pei, aunque para el Anuario Pontificio está vacante desde el 6 de agosto de 1954. La Asociación Patriótica Católica China la renombró como diócesis de Xichang en 1992, sin el asentimiento de la Santa Sede.

## Territorio y organización
La diócesis tiene 120 000 km² y extiende su jurisdicción sobre los fieles católicos de rito latino residentes en parte de la provincia de Sichuan, en donde abarca las ciudades de Xichang (Lin-yuen-fou) y Panzhihua, los condados de Dechang, Huidong, Huili (Houy-ly-tcheou), Mianning, Miyi, Yanyuan (Yen-yuen-hien), y unas villas circunvecinas, por un total de 120 000 kilómetros cuadrados. Limita al oeste y noroeste con la diócesis de Kangding (Tíbet sichuanés), al este con la diócesis de Suifu (Sichuan), al nordeste con la diócesis de Jiading (Sichuan), al sudoeste con la diócesis de Dali (Yunnan), y al este y sur con la archidiócesis de Kunming (Yunnan).
La sede de la diócesis se encuentra en la ciudad de Xichang (antiguamente conocida como Kienchang, Sichang, Ningyuan, Ningyuanfu o Lin-yuen-fou), capital de la prefectura autónoma yi de Liangshan del pueblo nosu (País Nosu), en donde se halla la Catedral de los Ángeles.
En 1950 en la diócesis existían 52 parroquias. Desde el 24 de marzo de 1984 tiene bajo su administración de la diócesis de Kangding.

## Historia
El catolicismo se introdujo en Ningyuan en el siglo XVIII. El vicariato apostólico de Kienchang fue erigido el 12 de agosto de 1910 con el breve Ex hac del papa Pío X, obteniendo el territorio del vicariato apostólico de Sichuan Meridional (hoy diócesis de Suifu). El primer vicario apostólico fue Jean de Guébriant, misionero de la Sociedad de las Misiones Extranjeras de París.
El 3 de diciembre de 1924 tomó el nombre de vicariato apostólico de Ningyüanfu en virtud del decreto Vicarii et Praefecti de la Congregación de Propaganda Fide.
El 11 de abril de 1946 el vicariato apostólico fue elevado a diócesis con la bula Quotidie Nos del papa Pío XII y al mismo tiempo tomó el nombre de diócesis de Ningyüan.
A fines de 1949 la ciudad de Xichang fue ocupada por el Partido Comunista de China, que se impuso en la guerra civil y proclamó la República Popular China el 1 de octubre de 1949. El 4 de septiembre de 1951 China comunista expulsó al nuncio apostólico Antonio Riberi y la Santa Sede continuó reconociendo a la República de China en Taiwán como el legítimo gobierno chino. Todos los misioneros extranjeros fueron expulsados de China comunista en 1952, entre ellos el obispo Stanislas-Gabriel-Henri Baudry.
La Asociación Patriótica Católica China fue creada con el apoyo de la Oficina de Asuntos Religiosos de la República Popular de China en 1957, con el objetivo de controlar las actividades de los católicos en China. Su nombre público es Iglesia católica china y es referida como la "Iglesia oficial" en contraposición a la "Iglesia subterránea" o "Iglesia clandestina" leal a la Santa Sede.
En el período de 1966 a 1976 la Revolución Cultural se ensañó especialmente contra la religión, destruyéndose numerosas iglesias y cesaron todas las actividades religiosas en la diócesis, que pudo reanudar sus operaciones a principios de la década de 1980.
Sede vacante desde 1999, John Lei Jia-pei fue ordenado obispo el 2 de diciembre de 2016, con el consentimiento de la Santa Sede; sin embargo, en la ordenación episcopal también participó un obispo excomulgado de Roma.
El 22 de septiembre de 2018 se firmó en Pekín el Acuerdo provisional entre la Santa Sede y la República Popular de China sobre el nombramiento de los obispos. El 22 de octubre de 2020 el acuerdo fue prorrogado por otros dos años y en octubre de 2022 por otros dos años más.
Debido a la situación particular de la Iglesia católica en China, la Santa Sede no nombra obispos para las diócesis chinas, que son sedes oficialmente vacantes incluso en presencia de obispos reconocidos por Roma.
En 2016 la diócesis contaba con once sacerdotes, una docena de monjas y alrededor de 25 000 fieles.

## Misiones redentoristas españolas
Una comunidad de redentoristas españoles había estado activa en el vicariato apostólico de Chengtu y el vicariato apostólico de Ningyuan antes de ser expulsada por el régimen comunista en 1952. Su primera fundación permanente se realizó en Chengdu el 24 de abril de 1934. El volumen de trabajo aumentó después de la fundación de la segunda casa misional en 1938 en Ningyuan. Posteriormente, las dos fundaciones de Sichuan pasaron a denominarse viceprovincia con el padre José Pedrero como superior. Entre los misioneros en Sichang destaca Juan Campos Rodríguez, que pasó la mayor parte de sus años en China en esa ciudad. En 1951, se celebró «en catacumba», en la pequeña capilla redentorista de Sichang, el rito fúnebre de Joche Albert Ly, superior de los Hermanos Maristas de esa ciudad fusilado por los comunistas.

## Estadísticas
Según el Anuario Pontificio 2002 la diócesis tenía a fines de 1950 un total de 11 143 fieles bautizados.
| Año                                                                             | Población            | Población | Población      | Sacerdotes | Sacerdotes    | Sacerdotes    | Bautizados por sacerdote | Diáconos permanentes | Religiosos | Religiosos | Parroquias |
| Año                                                                             | Bautizados católicos | Total     | % de católicos | Total      | Clero secular | Clero regular | Bautizados por sacerdote | Diáconos permanentes | Varones    | Mujeres    | Parroquias |
| ------------------------------------------------------------------------------- | -------------------- | --------- | -------------- | ---------- | ------------- | ------------- | ------------------------ | -------------------- | ---------- | ---------- | ---------- |
| 1950                                                                            | 11 143               | 2 000 000 | 0.6            | 35         | 33            | 2             | 318                      |                      | 6          | 36         | 17         |
| Fuente: Catholic-Hierarchy, que a su vez toma los datos del Anuario Pontificio. |                      |           |                |            |               |               |                          |                      |            |            |            |

## Episcopologio

### Vicarios apostólicos de Kienchang
- Jean-Baptiste-Marie Budes de Guébriant, M.E.P. † (12 de agosto de 1910-28 de abril de 1916 nombrado vicario apostólico de Cantón)
- Joseph-Fructueux Bourgain, M.E.P. † (31 de marzo de 1918-3 de diciembre de 1924)

### Vicarios apostólicos de Ningyuan
- Joseph-Fructueux Bourgain, M.E.P. † (3 de diciembre de 1924-30 de septiembre de 1925 falleció)
- Stanislas-Gabriel-Henri Baudry, M.E.P. † (18 de marzo de 1927-11 de abril de 1946 nombrado obispo)

### Obispos de Ningyuan
- Stanislas-Gabriel-Henri Baudry, M.E.P. † (11 de abril de 1946-6 de agosto de 1954 falleció)
  - Sede vacante
  - Xie Chao-gang † (5 de mayo de 1991 consagrado-1 de febrero de 1999 falleció)
  - John Lei Jia-pei, consagrado el 2 de diciembre de 2016

## Galería

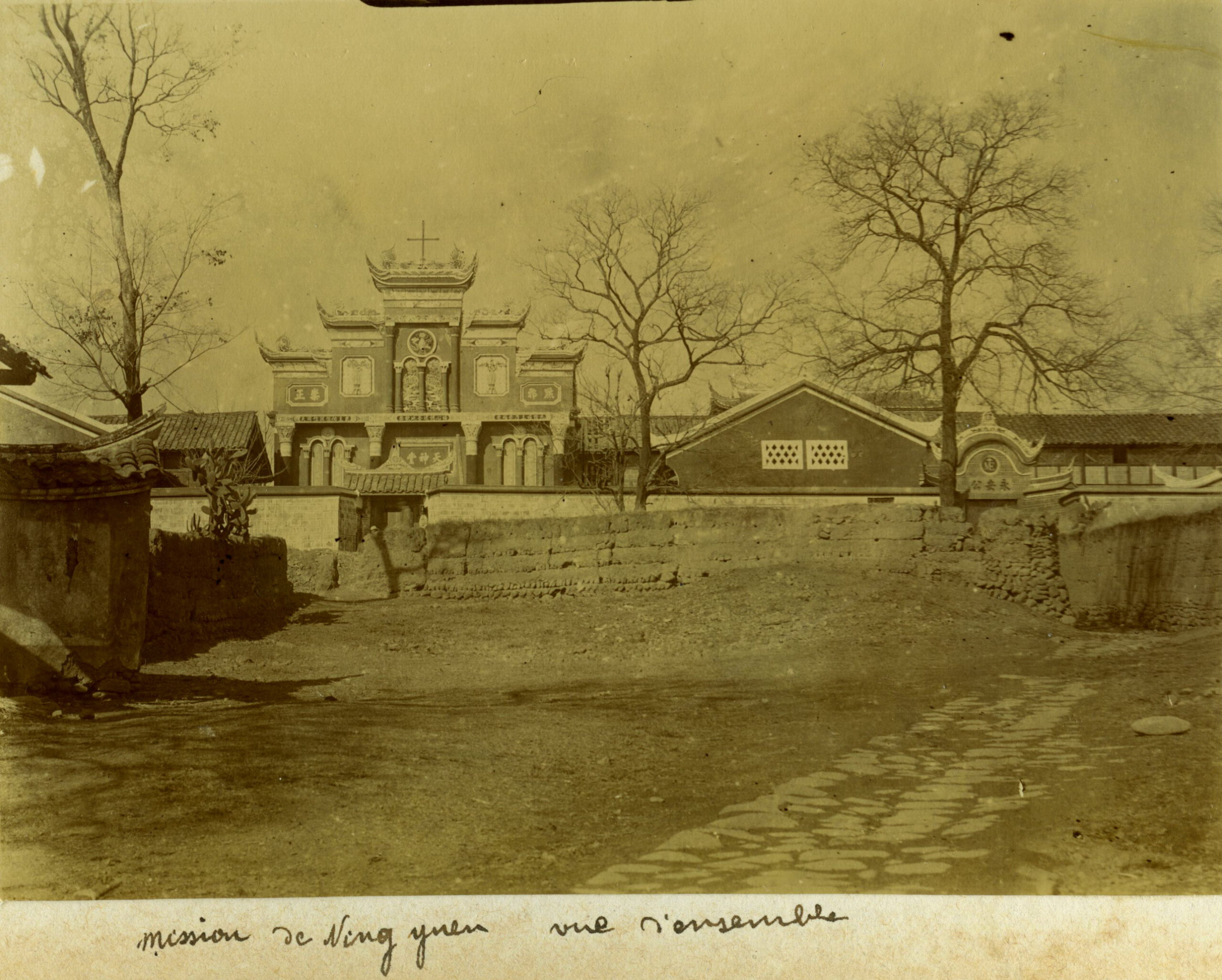
Catedral de los Ángeles, c. 1920
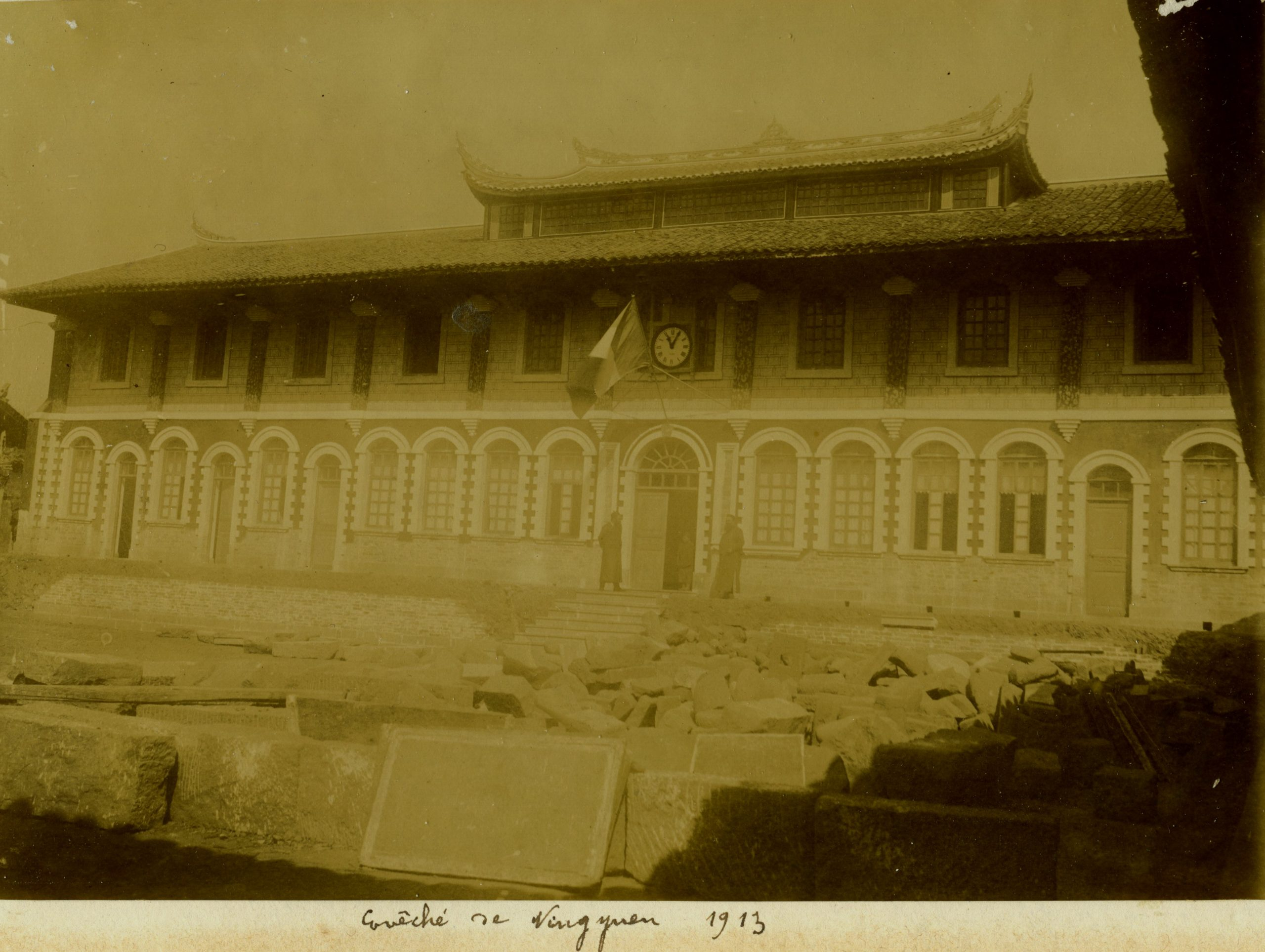
Sede episcopal de Ningyuan, 1913